# Хемоклін

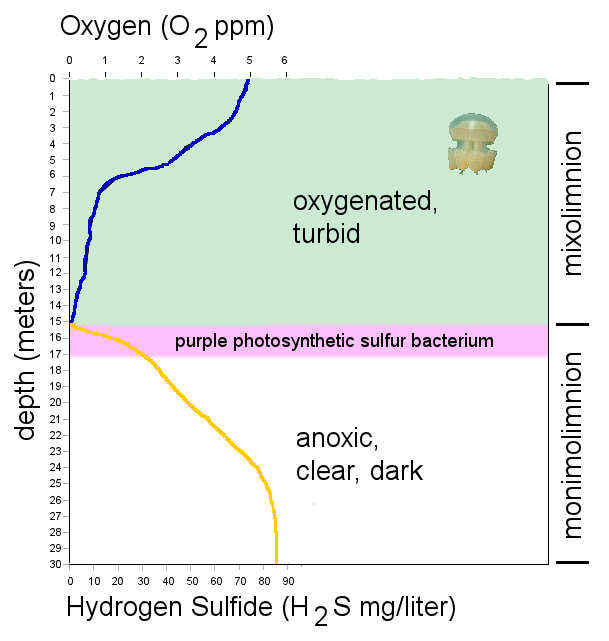
Діаграма шаруватості озера Медуз

Хемоклін (рос. хемоклин, англ. chemocline, нім. Chemoklineschicht f) — шар хімічного стрибка.
Шар з максимальним значенням вертикального градієнта мінералізації товщі мероміктних озер (озера з прісним поверхневим шаром води, який розташований над більш щільним і глибше розташованим шаром води з підвищеною солоністю). Густина води в ньому швидко зростає. Хемоклин часто збігається з термоклином.
Хемоклин найчастіше виникає в місцях, де умови сприяють формуванню безкисневих придонних вод — води на глибині, збіднені киснем, де можуть існувати тільки анаеробні форми життя. Прикладами місць утворення хемоклину є Чорне море, а також ціла низка озер, наприклад озеро Медуз (англ. Jellyfish Lake). На чорноморському хемоклині формується кластер фотосинтезуючих форм анаеробних бактерій разом із пурпуровими сірчаними бактеріями, які використовують сонячне світло, що надходить зверху і сірководень (H2S), що надходить від анаеробних бактерій знизу.
Іноді хемоклином також називають весь шар з різкою зміною характеристик хімічного складу води. Характеризується стрибком окислювально-відновного потенціалу.